# Lucasidia rherissa
Lucasidia rherissa är en fjärilsart som beskrevs av Charles E. Rungs 1943. Lucasidia rherissa ingår i släktet Lucasidia och familjen nattflyn. Inga underarter finns listade i Catalogue of Life.